# Lo Portarró
Lo Portarró, és un coll a 2.464,9 msnm del terme municipal de la Torre de Cabdella, en el seu terme primigeni, del Pallars Jussà.
Està situada al nord-oest de la zona central del terme, a la carena que enllaça el Tossal d'Astell, a ponent, amb el Tossal de la Costa.